# Albert Nordberg
Johan Albert Nordberg, född 20 december 1871 i Sundsvalls församling, död 10 september 1954 i Nederluleå församling, var en svensk präst och lokalhistorisk författare.

## Biografi
Efter teologiska studier vid Uppsala universitet prästvigdes Nordberg den 6 januari 1898. Han blev kontraktsadjunkt i Västerbottens andra kontrakt 1 januari 1899 och andre komminister i Nederluleå församling 14 april 1900 med tillträde 1 maj 1901; han var vice pastor där 1 maj 1902 - 30 april 1917. Nordberg valdes till kyrkoherde i Nederluleå 14 februari 1915, tillträdde 1 maj 1917 och blev kvar på denna tjänst till 1947, samt var kontraktsprost 1926-1947. 
Nordberg fick stort inflytande, redan som komminister och vice pastor i Nederluleå, på de restaureringsarbeten som genomfördes i Nederluleå kyrka under första delen av 1900-talet. Han har stor del i att de medeltida kalkmålningar som pryder koret i kyrkan åter togs fram 1908 efter att ha varit dolda av puts sedan 1744. 
Han anförtroddes uppdraget att representera prästerna i Luleå stift vid fem allmänna kyrkomöten under åren 1929-1938. En av de stora frågorna vid kyrkomötena fram till 1936 var den nya psalmbok som blev 1937 års psalmbok. Nordberg var en av flera förkämpar för att några av de andliga sånger som stammade från den rosenianska väckelsen i 1800-talets Sverige skulle få plats i den. Vid kyrkomötet 1936 motionerade Nordberg om att väckelsesången Klippa du som brast för mig skulle tas med i den nya psalmboken, vilket också förverkligades. På Nordbergs gravsten på Nederluleå kyrkogård återges de inledande raderna av psalmen.          
Nordberg gjorde sig känd som lokalhistorisk författare. Hans största verk är En gammal Norrbottensbygd, anteckningar till Luleå sockens historia, 1-2, (1928, ny utvidgad upplaga 1967-70)
Albert Nordberg var far till översättaren och litteraturvetaren Olof Nordberg, stadsplaneraren Anders Nordberg, gymnasieläraren och kommunpolitikern Anna Nordberg samt till gymnasieläraren Arne Nordberg, som skrivit om Petrus Laestadius.

## Utmärkelser
- 1935 – Hedersledamot vid Norrlands nation i Uppsala [5]
- 1937 – Korresponderande ledamot av Vitterhetsakademien [6]
- 1941 – Teologie hedersdoktor vid Uppsala universitet